# フライディ・チャイナタウン
「フライディ・チャイナタウン (Fly-Day Chinatown)」は、1981年9月21日に発売された泰葉のデビュー・シングルである。ポリドール・レコードが販売する。

## 解説
自ら作曲する泰葉のデビュー曲である。タイトルにある「フライディ」は、「金曜日」のFridayではなく「飛翔」の「FLY-DAY」（造語）と歌詞で綴る。
サビから始まる歌い出だしは、起伏あるメロディが特徴的である。テレビ番組やステージで披露する際はキーボードの弾き語りで歌唱することが多い。
横浜をイメージさせる楽曲を集めた2枚組コンピレーション・アルバム『横浜幻想（ヨコハマ・ファンタジー）』（2004年1月28日発売）に改めて収録された。本楽曲の歌詞に「横浜」の具体的な地名は登場しない。
春風亭小朝と離婚を発表して間もない2007年12月3日に、日本テレビ系バラエティ番組『オジサンズ11』で久しぶりにテレビで披露した。のちに2008年秋季から歌手活動を再開すると発表し、2008年8月30日にNHK『第40回思い出のメロディー』第2部で歌唱した。
歌詞の「ジンガイ」は外人のズージャ語で、レコードジャケット裏面の歌詞に「外人」と記されている。
リリース当時は泰葉が「林家三平の娘」として注目されたものの本曲はオリコン69位とふるわず、泰葉の歌手活動が足踏みする中で忘れ去られていたが、2020年前後からのシティ・ポップのブームの中で韓国のDJ・Night Tempoがピックアップするなど再評価され、BENIが原曲に加え独自に作った英語版も含めカバーするなどの動きが出ている。2022年5月25日にはユニバーサル・ミュージックがデジタル配信を開始している。

## 収録曲
作詞:荒木とよひさ 作曲:海老名泰葉 編曲:井上鑑
1. フライディ・チャイナタウン
2. モーニング・デート

## 関連作品
- TRANSIT
- GOLDEN☆BEST 泰葉
- Girls JAPANESE BEST HITS COLLECTION MY MEMORIES II
- 横浜幻想（ヨコハマ・ファンタジー） - 横浜が舞台の楽曲コンピレーション・アルバム、「フライディ・チャイナタウン」収録。

## カバー
- 松浦ひろみ[5]（現大和姫呂未） - 2009年のアルバム『Angel Virgin』に収録。
- 西松由紀穂 - TBSテレビ「Sing! Sing! Sing!」の企画で2015年6月に発売されたコンピレーション・アルバム『Sing! Sing! Sing! 2nd Season Compilation』に収録。
- Ms.OOJA - 2020年8月発売のカバーアルバム『流しのOOJA 〜VINTAGE SONG COVERS〜』に収録。
- 小林私 - 2020年10月発売のカバーアルバム『他褌』に収録。
- 雨宮天 - 2021年10月発売のカバーアルバム『COVERS -Sora Amamiya favorite songs-』に収録[6]。
- BENI - 2022年8月に配信リリース。
- M sis - 2022年12月にメジャーデビュー曲として配信リリース[7]。
- デラックス×デラックス - 2023年6月2日発売のアルバム『千紫万紅』に収録。
- おかゆ - 2023年12月発売のアルバム『おかゆウタ カバーソングス3』に収録。
- 榎本温子 - 2024年7月に配信リリース[8]。

## リミックス
韓国のDJ・Night Tempoは、2021年11月20日と21日にカリフォルニア州のナイトクラブ「The Novo」にて、「フライディ・チャイナタウン」のリミックスを披露した。